# Emery Kabongo Kanundowi
Monsenhor Emery Kabongo Kanundowi (22 de julho de 1940) é bispo católico congolês, emérito da Diocese de Luebo.

## Biografia
Nascido em Bena-Kazadi-Tshikula, na República Democrática do Congo em 22 de julho 1940. Obteve a ordenação em 15 de agosto de 1969.
Estudou Direito Canônico na Pontifícia Universidade Urbaniana. Participou da Pontifícia Academia Eclesiástica e entrou para o serviço diplomático da Santa Sé por seu serviço nas nunciaturas da Coreia do Sul e do Brasil.
Em 1982, foi nomeado secretário particular do papa João Paulo II, serviço realizado até 1987.
Em 10 de dezembro de 1987 foi nomeado bispo da Diocese de Luebo, uma posição que ocupou até 14 de agosto de 2003.
Ele recebeu o barrete episcopal em 6 de janeiro 1988 por João Paulo II.
Desde 2003 é Canon de Capítulo da Basílica de São Pedro, no Vaticano.